# 米恩島
79°59′N 099°30′W / 79.983°N 99.500°W

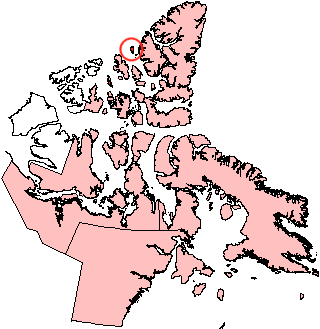

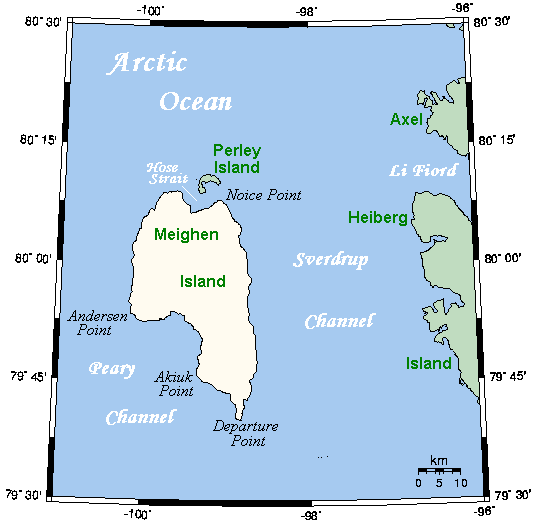

米恩島是加拿大的島嶼，位於北冰洋海域，由基吉柯塔魯克地區負責管轄，屬於斯維爾德魯普群島的一部分，長56公里、寬30公里，面積955平方公里，島上無人居住。